# MacOS Sierra
macOS Sierra (versió 10.12) és la tretzena versió de macOS (anteriorment OS X), el sistema operatiu d'Apple per als seus ordinadors d'escriptori, portàtils i servidors Macintosh. És la primera versió del sistema operatiu després del canvi de denominació d'US X a macOS.
Va ser anunciada el 13 de juny de 2016 durant la Apple Worldwide Developers Conference d'aquest any juntament amb les noves versions dels altres sistemes operatius dels productes d'Apple (iOS 10 per iPhone i iPad, WatchOS 3 per Apple Watch i tvOS 10 per Apple TV). Va ser llançada oficialment el 20 de setembre de 2016.

## Característiques
Els principals canvis en la versió 10.12  van ser els següents:

### Disseny
La interfície del sistema és pràcticament idèntica a la de la versió anterior US X El Capitan.

### Inici de sessió
L'ordinador es pot desbloquejar automàticament quan l'usuari està prop del mateix i porti amb si un Apple Watch.

### Portapapers universal
Des d'aquesta versió existeix un portapapers únic per a tots els dispositius d'Apple que disposi l'usuari. A través de l'eina que la companyia va denominar Continuity, és possible copiar un text en l'iPhone i pegar-ho en un document en el Mac, o viceversa.

### iCloud
La nova funcionalitat que Apple va afegir a iCloud va ser la d'optimitzar l'emmagatzematge del Mac. El servei guarda les versions antigues dels documents, versions originals d'imatges i automatitza els processos d'eliminació de la caché en el navegador Safari, amb l'objectiu d'alliberar espai en el disc dur.

### Apple Pay
El servei de pagament mòbil va permetre des d'aquesta versió fer pagaments a tercers a través de la web en el Mac, utilitzant com a mitjà d'autorització del pagament el Touch ID de l'iPhone.

### Picture in Picture
Després de la seva inclusió en els iPads amb iOS 9, aquesta funció va arribar als Mac. Durant la reproducció d'un vídeo, si es prem el botó que ho habilita, se separa el vídeo de la finestra en la qual s'està reproduint i es crea una finestra independent i flotant, que a més es pot traslladar i redimensionar. Aquesta funció també es pot utilitzar quan la manera pantalla completa està activat.

### Pestanyes
Amb aquesta versió el sistema de pestanyes present en el navegador Safari s'estén a la resta d'aplicacions, ja siguin natives o de tercers, automàticament. Des d'ara, quan l'usuari obre dos o més finestres d'una mateixa aplicació, en lloc d'aparèixer com a finestres independents, s'organitzen en pestanyes.

### Siri
Amb macOS Sierra l'assistent virtual Siri va arribar a l'única plataforma d'Apple que li faltava. Per invocar-la existeixen, d'una banda un accés en el dock, i per un altre, un en la barra de menú superior a la dreta de la pantalla. A més de gaudir de les mateixes funcions que en iOS, amb macOS, s'afegeix la possibilitat de buscar arxius a través del Finder. L'usuari pot interactuar amb els resultats, podent afegir-los al centre de notificacions en forma de Giny o arrossegar en un document les imatges retornades com a resultat. També es va integrar amb iTunes.